# Deuteragenia nipponica
Deuteragenia nipponica (лат.) — вид дорожных ос (Pompilidae).

## Распространение
Дальний Восток: Россия (Амурская область, Приморский край, Хабаровский край), Япония (Хонсю).

## Описание
Длина тела самок 5,0—9,5 мм, самцов — 4,4—7,4 мм. Основная окраска тела чёрная. Лёт отмечен в июне, июле и августе. Предположительно, как и другие виды своего рода охотятся на пауков.